# Hercules X-1
Hercules X-1, även känd som HZ Herculis,  är en dubbelstjärna i mellersta delen av stjärnbilden Herkules. Den har en kombinerad genomsnittlig skenbar magnitud av ca 13,83 och kräver ett kraftfullt teleskop för att kunna observeras.
Det faktiska tillkännagivandet av rymdteleskopet Uhurus upptäckt av Hercules X-1 av gjordes vid vintermötet 1971-72 vid High-Energy Astrophysics Division AAS som hölls i San Juan. Den ursprungliga upptäckten av denna periodiskt pulserande binära röntgenkälla gjordes i november 1971.
År 1973 bestämde Bahcall och Bahcall att HZ Herculis hade en ljuskurva som matchade Hercules X-1:s och stämde med Hercules X-1:s position.

## Egenskaper
Hercules X-1 är en måttligt stark binär röntgenkälla. Den består av en neutronstjärna som tillförs materia från en normal stjärna (HZ Hercules) genom Roche-lobens överföring.
Hercules X-1 är prototyp för de massiva röntgenbinärerna även om den ligger på gränsen, ca 2 solmassor, för röntgenbinärer med hög och låg massa.
En röntgenbinär med mellanmassa (IMXB) är en dubbelstjärna där en av komponenterna är en neutronstjärna eller ett svart hål. Den andra komponenten är en stjärna med massa på mellannivån.
Hercules X-1  uppvisar komplex tidsvariation, pulserande med en period av 1,24 s på grund av neutronstjärnans rotation, förmörkelse med period av 1,70 dygn för den binära banan och variation med en 35-dygnsperiod, som tros vara förknippad med precessionen hos ackretionsskivan. Enligt observationer modulerar en vriden ackretionsskiva, i retrograd precession, röntgenstrålarna som når HZ Hercules och jorden.

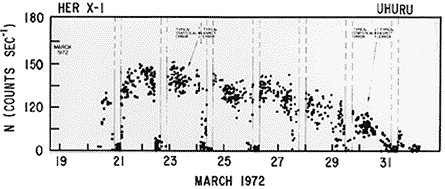
Denna ljuskurva för Hercules X-1 visar variation på lång och medellång sikt. Varje par vertikala linjer avgränsar förmörkelsen av det kompakta objektet bakom dess följeslagare. I detta fall är följeslagaren en stjärna med en massa av 2 solmassor och en radie på nästan 4 gånger solens. Denna förmörkelse visar systemets 1,7-dygns omloppsperiod.

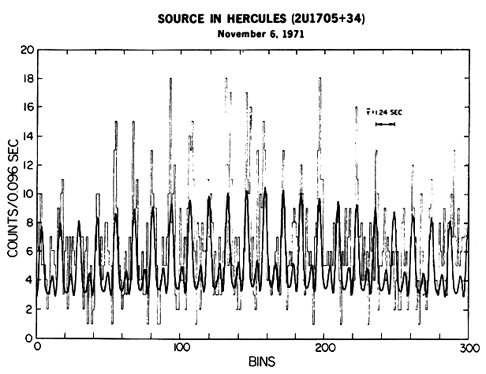
Uhuru-observationer avslöjade närvaron av röntgenpulsationer i hennes X-1 (1,2 s) och bekräftade att den innehåller en snabbt roterande neutronstjärna. Figur anpassad från figurer av E. Schreier, STScI, hämtad från figur 7-2 a i Charles och Seward.

Den 1,24 sekunders pulsarperiod som är förknippad med Hercules X-1 framgår tydligt av data. Den skarpa avskärningen vid ca 24 keV i det plana spektrumet som observerades för Hercules X-1 i denna exponering gav de första rapporterade bevisen för att strålningsöverföringseffekter skulle associeras med ett mycket magnetiserat plasma nära ytan av en neutronstjärna.

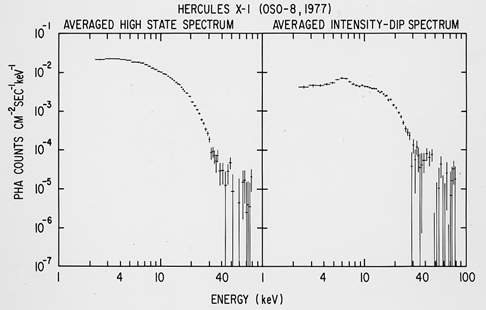
OSO 8 spektra av Hercules X-1.